# Шпаркос короткохвостий
Шпа́ркос короткохвостий (Leistes bellicosus) — вид горобцеподібних птахів родини трупіалових (Icteridae). Мешкає в Південній Америці.

## Підвиди
Виділяють два підвиди:

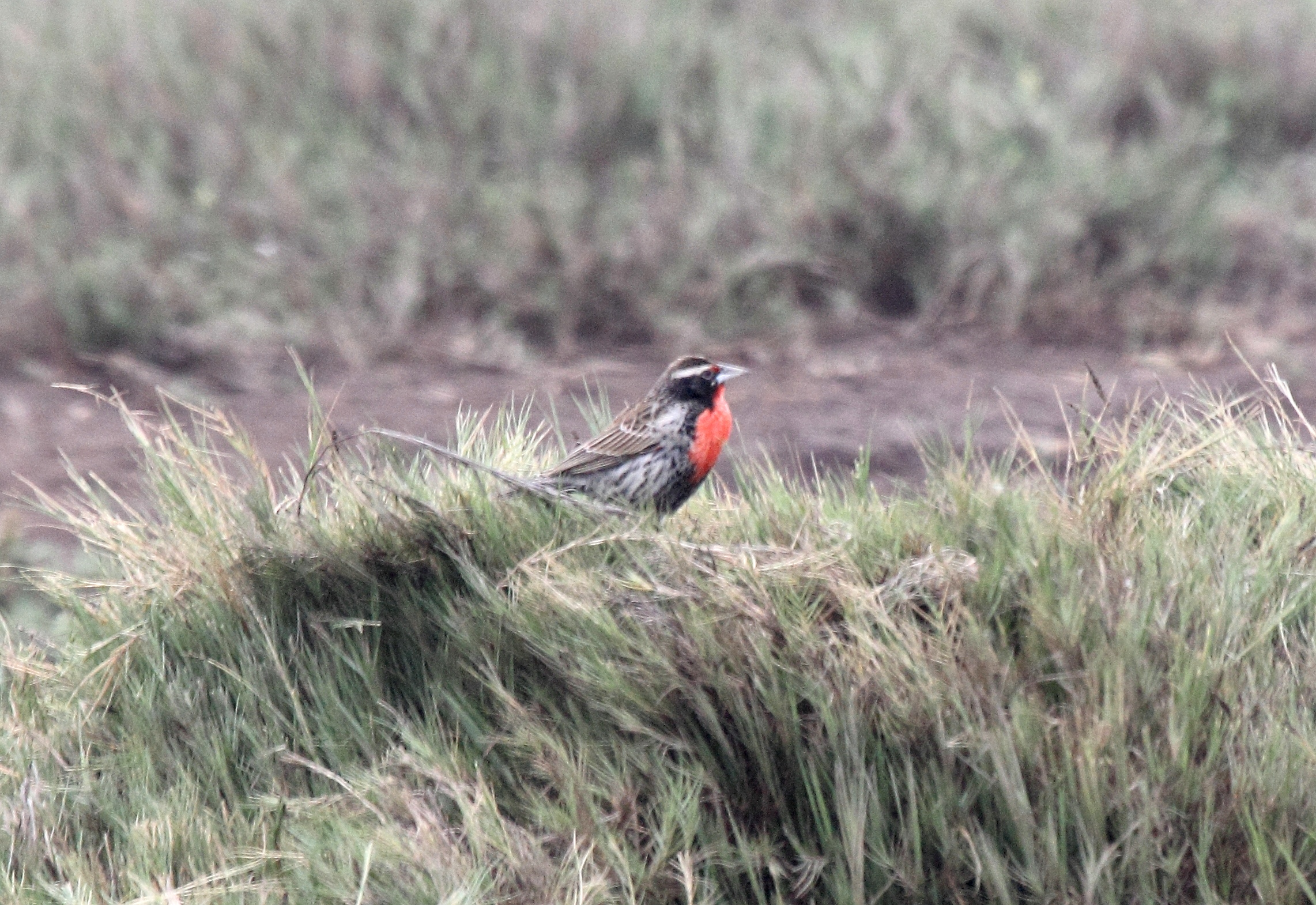
Короткохвостий шпаркос

- L. b. bellicosus (de Filippi, 1847) — від крайнього південного заходу Колумбії (Нариньйо) до північного Перу;
- L. b. albipes Philippi & Landbeck, 1861 — від південного заходу Перу (Іка) до північного заходу Чилі (північний захід Антофагасти).

## Поширення і екологія
Короткохвості шпаркоси мешкають в Колумбії, Еквадорі, Перу і Чилі. Вони живуть в сухих чагарникових заростях, на сухих прибережних луках, на полях і пасовищах. Зустрічаються на висоті до 2500 м над рівнем моря.